# Henry Austin
Henry Austin (4 de dezembro de 1804 - 17 de dezembro de 1891) foi um proeminente e prolífico arquiteto americano natural de New Haven, Connecticut . Exerceu arquitetura por mais de cinquenta anos e projetou muitos edifícios públicos e residências, principalmente na área de New Haven.  As décadas de 1840 e 1850, foram as mais produtivas.

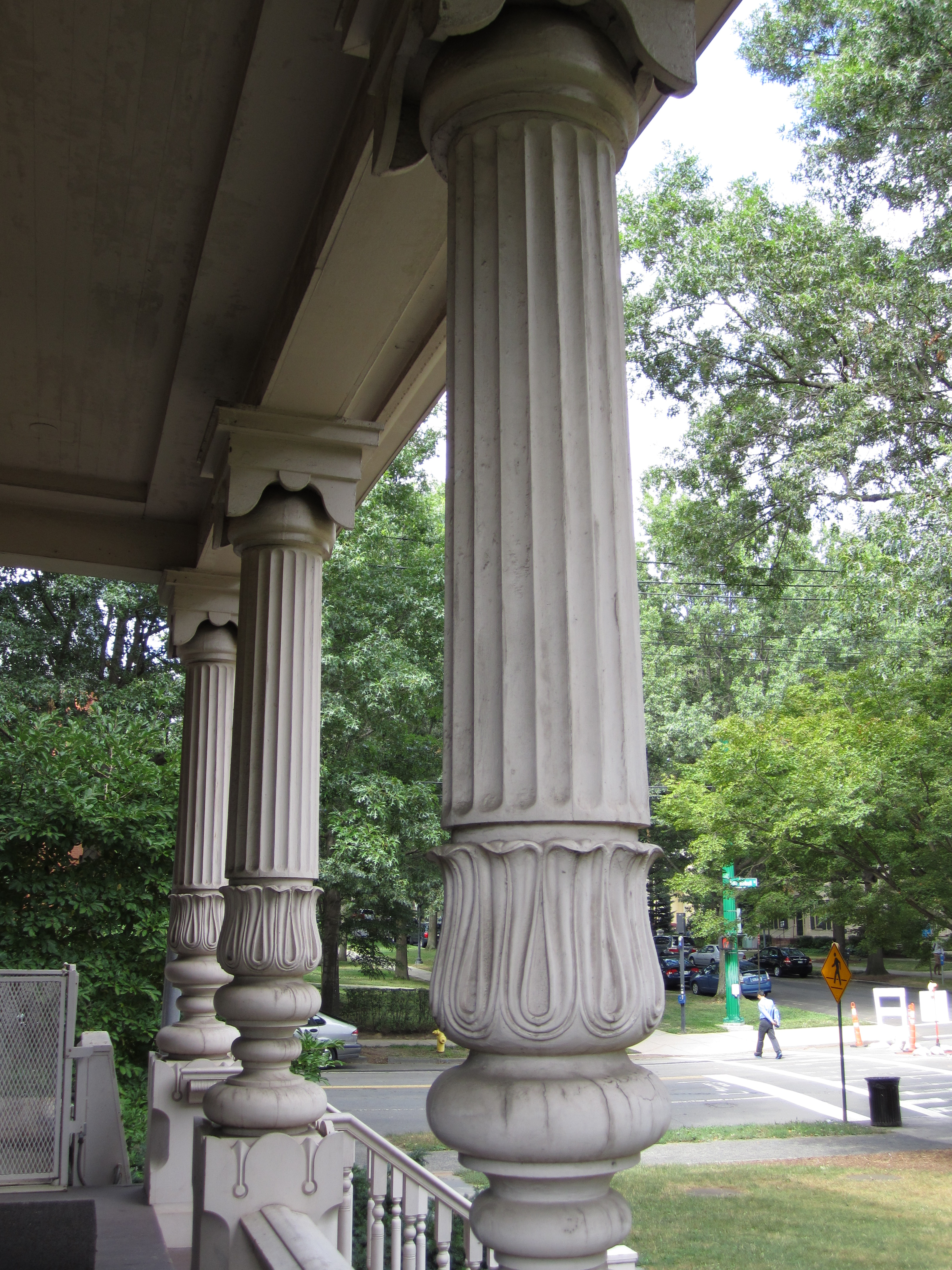
Henry Austin era particularmente apaixonado pelas chamadas colunas de candelabro e introduziu-as no vocabulário arquitetónico americano. Esses exemplos são da Dana House em New Haven

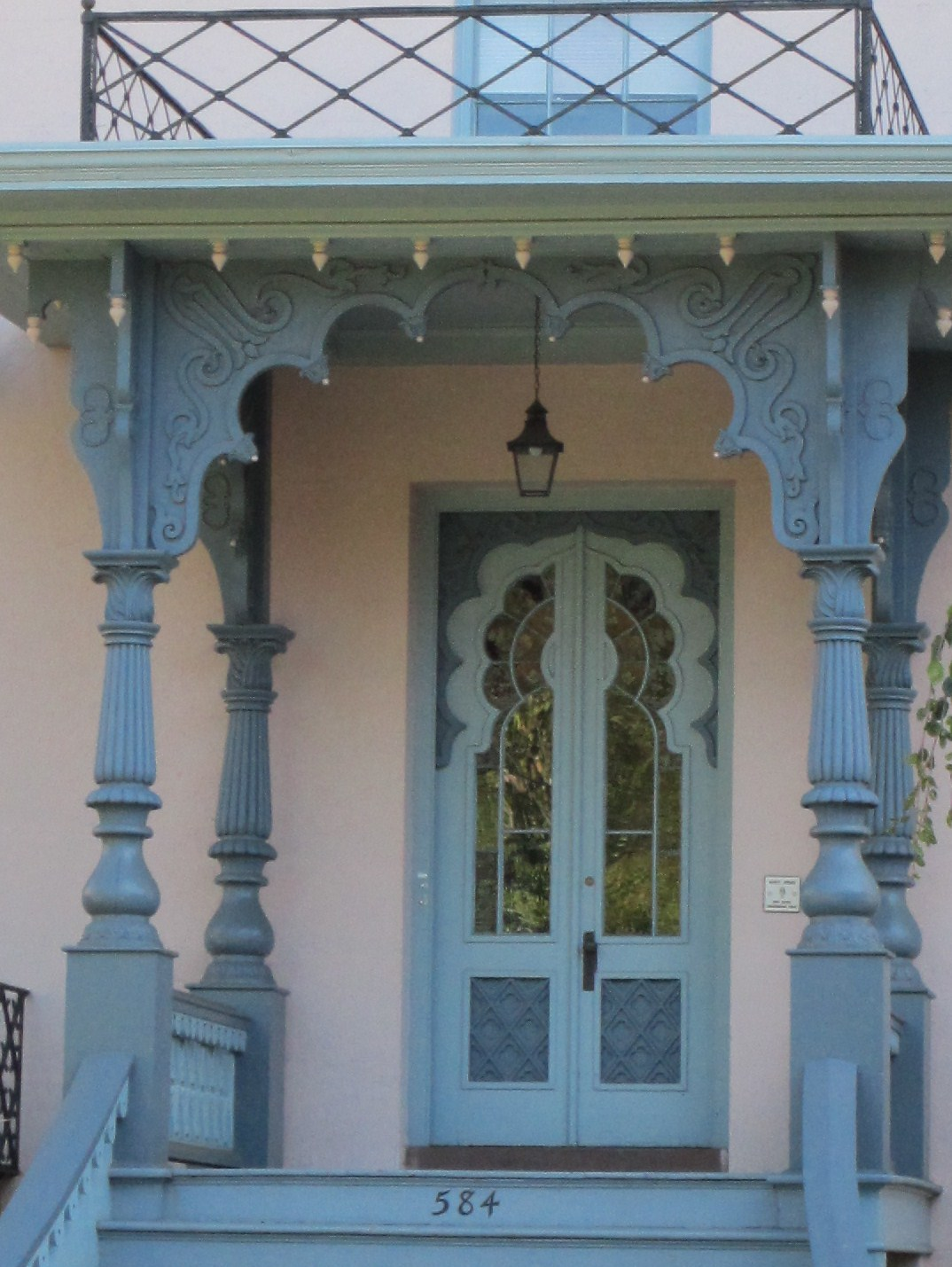
A arquitetura indiana influenciou profundamente Austin e esteve presente em muitos detalhes dos seus projectos. Esta é a varanda da Willis Bristol House em New Haven

## Trabalhos selecionados
- indica edifícios demolidos ou significativamente alterados

| Imagem | Data       | Localização                              | Nome e Informações |
| ------ | ---------- | ---------------------------------------- | --- |
|        | 1840       | Wallingford, Connecticut                 | Samuel Simpson House. (Também conhecido como a Simpson Taber House) Austin projetou esta casa de renascimento grega no início de sua carreira. Embora a forma seja relativamente simples, alguns dos estilos de Austin podem ser vistos nos arredores das janelas. |
|        | 1840*      | Trenton, Nova Jersey                     | Park Row. Austin em conjunto com Nelson Hotchkiss projetou seis villas, principalmente italianas, para o desenvolvimento de Hotchkissa em Trenton. Os dois arquitetos parecem ter colaborado nos projetos, mas, como as casas foram demolidas, não se pode determinar como eles refletiram as tendências de design de Austin. |
|        | 1845       | New Haven, Connecticut, Wooster Square   | Willis Bristol House. Uma vila italiana com elementos de design mouros / indianos marcantes, incluindo colunas de candelabra, lambrequins de janelas mouros e janelas com panelas únicas. |
|        | 1845       | New Haven, Connecticut, Wooster Square   | James E. English House. Uma villa italiana; a casa tem delicadas colunas de candelabra, atípicas de outras obras de Austin. O porão apresenta uma delicada balastra de quatro folhas góticas. A terceira história é um adição ao projeto original de 1876. |
|        | 1845–1848  | New Haven, Connecticut, Hillhouse Avenue | James Dwight Dana House. Agora pertence à Universidade de Yale. A casa é uma vila italiana com detalhes influenciados por precedentes indianos, como as colunas de candelabra no porão. A casa também tem um belvidere elaboradamente esculpido no telhado e quedas que contornam a cornice pesada. |
|        | 1842–1845  | New Haven, Connecticut                   | Biblioteca da Universidade de Yale agora Dwight Hall. Este edifício simétrico, de pedra castanha, de renascimento gótico foi construído como biblioteca para a Universidade de Yale. O alto salão gótico central originalmente continha balcões com alcoves de livros, assim como as asas laterais do edifício. Provavelmente, foi baseada na Capela do King's College em Cambridge, embora as muitas torres altas e pontuadas não tenham sido construídas como planejado. Em 1931, o edifício foi adaptado para uso como capela e o interior alterado para acomodar os adoradores. |
|        | 1848–1849  | New Haven, Connecticut                   | Grove Street Cemetery Gates, 1848-49. Austin projetou o portão no estilo de avivamento egípcio com capitulos de papiro. |
|        | 1848–1849* | New Haven, Connecticut                   | Estação Ferroviária de New Haven. Esta estação incorporava estilos de renascimento italiano e mouro. Foi convertido em um mercado em 1874 e foi destruído por um incêndio em 1894. |
|        | 1849       | New Haven, Connecticut, Hillhouse Avenue | John Pitkin Norton House. Agora propriedade da Universidade de Yale, esta casa é uma villa italiana irregular inspirada nos desenhos de A. J. Downing. As janelas, os telhados e o estilo são típicos de Austin, assim como a extravagante entrada moura. Embora grande parte dos detalhes, como os dosselos e balcões, tenham sido perdidos, a casa foi restaurada em 2003 por Yale. O terceiro andar e a asa esquerda são adições feitas ao projeto inicial de Austin. |
|        | 1849*      | New Haven, Connecticut                   | Primeira Igreja Metodista agora First & Summerfield Methodist Church. Esta igreja foi projetada por Austin em estilo neofederal. Infelizmente, grande parte do trabalho de design de Austin, incluindo a torre foi removido e substituído no início do século 20 com detalhes de renascimento colonial e um porche dramático. |
|        | 1850*      | Wallingford, Connecticut                 | Moses Yale Beach House Esta grande e simétrica villa italiana incluiu uma varanda com colunas com espessas colunas de candelabra, cercados típicos de janelas de Austin e decoração vegetal no belvedere. Foi demolido nos anos 60. |
|        | 1850       | New Haven, Connecticut, Wooster Square   | Nelson Hotchkiss House Esta foi a primeira casa Austin projetado para Nelso Hotchkissa com quem ele tinha trabalhado em estreita colaboração. As janelas estão rodeadas por assinaturas de Austin, bordados em torno. A casa também possui um dosado delicado sobre a janela central de três partes. Esta casa faz parte de uma série de villas Austin projetadas na Chapel Street. |
|        | 1850       | New Haven, Connecticut, Wooster Square   | William Lewis House Esta foi uma das casas na fila na Chapel Street em Wooster Square Austin projetada para Hotchkiss; esta casa foi construída para um parceiro de Hotchkissa, William Lewis. A casa exibe muitos elementos de design de Austin, incluindo as colunas de candelabra notáveis; também inclui uma varanda particularmente notável com um dossel único. Embora a casa não possa ser atribuída com segurança a Austin, sua proximidade em data e localização com suas obras conhecidas e o relacionamento do cliente com Austin argumentam a favor da atribuição. |
|        | 1850       | Plainville, Connecticut                  | Igreja Congregational. Esta igreja foi projetada por Austin com uma mistura de detalhes góticos italianos e carpinteiros, com uma torre alta posicionada no lado da nave. |
|        | 1850s      | New Haven, Connecticut, Hillhouse Avenue | Aaron Skinner House. Esta casa, construída em 1832 no estilo revival grego por A. J. Davis, foi alterada significativamente por Austin na década de 1850 pela adição de segundos andares às asas laterais. O trabalho de Austin também pode ser detectado nas janelas e dos dos túneis característicos. |
|        | 1852*      | New Haven, Connecticut                   | Townsend City Savings Bank. Uma das comissões comerciais mais importantes de Austin, este banco era uma estrutura de pedra castanha de três baías, flamante italiano. Os interiores, como evidenciado nas fotografias do HABS, apresentavam elaboradas portas cercadas com o típico adorno floral e frescos de Austin. O banco foi demolido na década de 1970. |
|        | 1852       | New Haven, Connecticut, Wooster Square   | Oliver B. King House, também conhecido como Jonathan King House. Esta é uma impressionante e irregular villa italiana, baseada nas obras de Downing, que faz parte do projeto de Chapel Street em Austin. A casa é caracterizada por sua forte torre central em torno da qual as massas da casa são dispostas, bem como dos balcões e dos balcônios característicos de Austin. A casa foi alterada pela adição de um terceiro andar e refenestração na ala direita. |
|        | 1854       | New Haven, Connecticut, Wooster Square   | Hotchkiss-Betts House. Outra villa italiana na Chapel Street, a segunda casa construída para o colaborador de Austin em vários projetos, Nelson Hotchkiss. A casa possui baías arqueadas e uma porta central com um porche de dupla altura elaborado, utilizando elementos de design gótico e indiano com colunas de candelabra. |
|        | 1855       | New Haven, Connecticut                   | O Instituto de Jovens agora é o Edifício Palladium. Um atraente edifício de quatro baías do Anglo-Italianate / Renaissance Revial, a atribuição a Austin nunca foi comprovada, mas parece muito provável. |
|        | 1857       | Seymour, Connecticut                     | Igreja Episcopal da Trindade. Esta igreja foi construída por Austin usando o quadro existente da igreja mais antiga no estilo italiano. A torre original e a decoração interior vitoriana foram substituídas por designs simples de renascimento colonial. |
|        | 1858       | New Haven, Connecticut, East Rock        | Lafayette B. Mendel House. Este pequeno projeto italiano usa elementos arquitetônicos clássicos e é um marco histórico nacional. |
|        | 1859*      | New Haven, Connecticut, Hillhouse Avenue | Joseph Sheffield House Austin forneceu adições italianas à mansão de Ithiel Town, incluindo duas grandes torres assimétricas, um novo porão e asas laterais simétricas com grandes janelas de baía. Embora a casa fosse uma das obras mais importantes de Austin, foi demolida em 1957 por Yale para abrir caminho para o Laboratório Dunham. Para Imagem: |
|        | 1858–1860  | Portland, Maine                          | Morse-Libby House (Victoria Mansion) . Esta villa italiana de pedra castanha assimetrica tem uma torre de quatro andares, esculturas ornamentadas, profundas entradas e elegantes verandas. Considerada uma das obras mais significativas de Austin, é construída de pedra-marrom de Portland e exibe detalhes clássicos pesados e opulentos, que são muito menos ecléticos do que muitos de seus projetos anteriores. Os interiores foram projetados pelos Irmãos Herter. É agora um museu. |
|        | 1860       | New Haven, Connecticut                   | A Câmara Municipal de New Haven Esta polychromaticidade da estrutura gótica vitoriana, que limita o New Haven Green, com a torre do relógio e uma alta escada de ferro, foi uma das obras mais importantes de Austin em New Haven. Muitos motivos decorativos e variedades de pedra foram empregados para dar ao edifício um efeito veneziano colorido. O projeto pode ter sido baseado em um projeto para um "hotele metropolitano" publicado no The Illustrated London News em 1859. Os restos desse edifício (muita parte dele foi demolido em 1976) são agora incorporados na nova Câmara Municipal, construída em 1986, que estende abstratamente a fachada. A torre de Austin foi demolida na década de 1950, mas reconstruída na década de 1980. |
|        | 1866–1868  | Middletown, Connecticut                  | A Biblioteca da Universidade Wesleyan antiga / Rich Hall, agora Patricelli '92 Theater. Esta biblioteca de areia segue o plano da biblioteca anterior desenvolvido por Austin no Dwight Hall. Embora o edifício tenha sido destruído pela faculdade, o telhado gótico de Austin permanece. |
|        | 1868       | New Haven, Connecticut                   | John M. Davies House agora é a Betts House. Projetado com David R. Brown, e agora de propriedade da Universidade de Yale. Esta vitoriana (estilo do Segundo Império Francês) de 1.900 m está no Registro Nacional de Lugares Históricos. Originalmente a casa de John Davies (um associado de Oliver Winchester), posteriormente abrigava o Instituto Culinário da América. Hoje é o lar do Centro de Estudos da Globalização de Yale. O edifício foi amplamente restaurado por Yale em 2000-2002 após negligência e um incêndio (em 1990) ter causado danos. |
|        | 1868*      | New Haven, Connecticut                   | Oliver Winchester House. Austin projetou esta casa vaguamente do segundo império ao lado da Davies House para Oliver Winchester. A casa usa a mesma massa, mas os detalhes são mais elaborados, incluindo telhados de mansardos policromados, pedimentos distintos e varandas. A casa foi demolida. |
|        | 1871–1872* | New Haven, Connecticut                   | Edifício Hoadley. Este edifício de três andares Second Empire já estava nas ruas Church e Crown e pode ter sido um dos primeiros projetos comerciais significativos de Austin neste estilo. O edifício foi demolido. |
|        | 1877       | East Hampton, Connecticut                | Segunda Igreja Congregacional. Esta igreja, construída em 1855, foi dramaticamente redesenhada por Austin em 1877 no estilo gótico do carpinteiro com sobressais elaborados, molduras de janelas e moinhos góticos. |
|        | 1879–1880  | Branford, Connecticut                    | W.J. Clark House. Esta casa é de estilo Stick, uma das poucas obras que Austin projetou nesse estilo. Tem uma grande torre situada na parte traseira e um pórtico de dobla altura. Os detalhes evocam o estilo da casa suíça. Para uma imagem: |